# Cei patru călăreți ai Apocalipsei (film)
Cei patru călăreți ai Apocalipsei (2009) (denumire originală Horsemen) este un film american thriller regizat de Jonas Åkerlund cu Dennis Quaid și Zhang Ziyi în rolurile principale.

## Actori
- Dennis Quaid este detectivul Aidan Breslin[4]
- Zhang Ziyi[4] este Kristen
- Clifton Collins, Jr.[5] este Stingray
- Peter Stormare este Mr. Spitz
- Eric Balfour este Taylor
- Patrick Fugit este Cory
- Chelcie Ross este Krupa
- Lou Taylor Pucci este Alex Breslin
- Liam James este Sean Breslin
- Deborah Odell este Ms. Bradshaw
- David Dastmalchian este Terrence
- Barry Shabaka Henley este Tuck
- Paul Dooley este Father Whiteleather
- Neal McDonough (scene șterse) este Police Chief Krupa